# Meridiobolbus quinquedens
Meridiobolbus quinquedens är en skalbaggsart som beskrevs av Hermann Julius Kolbe 1894. Meridiobolbus quinquedens ingår i släktet Meridiobolbus och familjen Bolboceratidae. Inga underarter finns listade i Catalogue of Life.